# Amar Akbar Anthony
Pour plus de détails, voir Fiche technique et Distribution.
Amar Akbar Anthony (अमर अकबर अ‍ॅन्थनी) est un film indien réalisé par Manmohan Desai, sorti en 1977.

## Synopsis
Trois frères se retrouvent après avoir été séparés : l'un est hindouiste, le second musulman et le troisième chrétien.

## Fiche technique
- Titre : Amar Akbar Anthony
- Titre original : अमर अकबर अ‍ॅन्थनी
- Réalisation : Manmohan Desai
- Scénario : Smt. Jeevanprabha M. Desai, Kader Khan, Prayag Raj et K. K. Shukla sur une idée de Pushpa Sharma
- Musique : Laxmikant Shantaram Kudalkar et Pyarelal Ramprasad Sharma
- Photographie : Peter Pereira
- Montage : Kamlakar Karkhanis
- Production : Manmohan Desai
- Société de production : Hirawat Jain and Company, M. K. D. Films Combine et Manmohan Films
- Pays :  Inde
- Genre : Comédie dramatique, Action et film musical
- Durée : 184 min
- Dates de sortie : 
  -  Inde : 27 mai 1977
  -  France : 5 mai 1979

## Distribution
- Vinod Khanna : l'inspecteur Amar Khanna
- Rishi Kapoor : Akbar Ilhabadi / Raju
- Amitabh Bachchan : Anthony Gonzalves
- Shabana Azmi : Laxmi
- Neetu Singh : Dr. Salma Ali
- Parveen Babi : Jenny
- Nirupa Roy : Bharati
- Pran : Kishanlal
- Jeevan : Robert / Albert
- Yusuf Khan : Zebisko
- Mukri : Taiyyab Ali
- Nasir Hussain : le prêtre catholique
- Kamal Kapoor : le surintendant Khanna
- Hercules : Raghu
- Shivraj : M. Ilahabadi

## Distinctions
Le film a remporté trois prix aux Filmfare Awards : Meilleur acteur pour Amitabh Bachchan, Meilleur directeur de la musique et Meilleur monteur.